# Cuca (biscuit)
Pour les articles homonymes, voir Cuca.
Les cucas, appelées en Colombie galletas del país (biscuits du pays), galletas negras (biscuit noirs), liberales ou peras (poires) et au Venezuela catalinas, chulas ou paledonias sont des biscuits sucrés ronds faits de farine de blé, miellat épais de panela, œufs, beurre, giroflier et cannelle.
Ils font partie de la cuisine traditionnelle de la Colombie, du Costa Rica, Porto Rico et du Venezuela.
On les consomme habituellement avec du café au lait ou du lait frais.

## Étymologie
Le mot « cuca » provient de l'anglais américain cookie, qui signifie « biscuit ».

## Histoire
Ils sont originaires de l'actuel département Valle del Cauca dans la région pacifique de la Colombie à l'époque de la Vice-royauté de Nouvelle-Grenade (1717-1822).

## Variétés régionales

### Colombie

#### Cauca
Dans le Cauca on les appelle "liberales" à cause de leur couleur rouge particulière, rappellant le parti libéral colombien, ou bien "peras" et sont faits de farine de blé, d'essence d'ananas, de lait, d'œufs et de beurre.

#### Chocó
Dans le Chocó, on le fait de farine de blé, de miellasse épaisse de panela, de levure chimique ou de bicarbonate de sodium, de girofle, de cannelle, de zestes de citron ou d'orange.

#### Entrerríos (Antioquia)

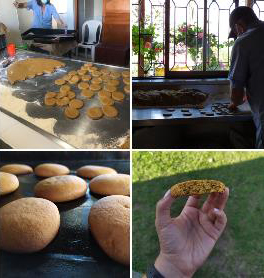
Galletas del país.

Dans la ville de Entrerríos on les appelle "Galletas del país" et sont considérés comme faisant partie du patrimoine gastronomique.
Sa recette qui date de 1920 est entre les mains de la famille Marín Pérez. Ils sont faits avec des ingrédients locaux et sont plus proche d'un gâteau ou d'une tourte que d'un biscuit.

#### Huila
Dans le Huila on le prépare avec de la farine de blé, de la levure chimique, des girofles, de la cannelle et de la noix de muscade.

#### Valle del Cauca
dans le Valle del Cauca, on le prépare avec de la farine de blé, de l'extrait de malt ou de la panela rapée ou cuite et du bicarbonate de sodium.

### Costa Rica
Au Costa Rica on le prépare avec de la farine de blé, du sucre, des  oeufs, du beurre et des raisins secs.

### Porto Rico
A Porto Rico on y rajoute du miel ou du sucre.

### Venezuela
Au Venezuela, on les appelle "catalinas", "chulas" (dans certains villages de l'État de Trujillo) ou paledonias ou bien plus familièrement "cucas". Ils peuvent avoir une forme en disque à bords lisses ou dentés, ou une forme agrandie ou carrée.
Ils sont faits traditionnellement de deux manières : noirs (à base de panela) ou blancs (à base de sucre) avec des ingrédients comme la farine de blé, le lait en poudre, les oeufs, le beurre, la margarine, le saindoux, la levure chimique, le bicarbonate de sodium et ils sont épicés avec de la girofle, de la cannelle, de la noix de muscade, de l'anis, de la vanille ou du gingembre en poudre.

## Musique
La galleta cuca est une musique populaire qui joue avec les différentes définitions de "cuca" en espagnol et offre plusieurs niveaux de lecture aux auditeurs les plus attentifs.